# Tall Burajdż
Tall Burajdż (arab. تل بريج) – wieś w Syrii, w muhafazie Al-Hasaka. W 2004 roku liczyła 109 mieszkańców.